# 2010年亚洲残疾人运动会闭幕式
2010年亞洲殘疾人運動會闭幕式是廣州亚殘运会的闭幕庆典活动，于2010年12月19日在位於广州市的广东奧林匹克体育中心举行。

## 节目流程
2010年广州亚殘运会闭幕式节目流程如下：
- 主礼嘉宾进场

中华人民共和国国家领导人、亚奥理事会主席进场
- 倒计时
- 升中华人民共和国国旗、奏唱中华人民共和国国歌
- 参赛国家和地区旗帜及引导牌入场
- 运动员入场
- 文艺表演《你让世界从此不同》
  - 第一篇章：《天與海》
    - 文艺表演：《力量》

  - 第二篇章：《叶与脉》
    - 文艺表演：《赞美》

  - 第三篇章：《光與夢》
    - 文艺表演：《感恩》

  - 尾声：《生命》
- 志愿者代表入场
- 为志愿者代表献花
- 主礼嘉宾登上仪式台

亚残奥委会主席拿督扎纳尔·阿布扎林在中国残奥委会主席王新宪陪同下登上仪式台
- 中国残奥委会主席致辞
- 亚残奥理事会主席致辞
- 宣布第一届亚残运会闭幕
- 降亚洲残奥委会会旗，奏亚洲残奥委会会歌
- 广州市市长、韩国残奥委会主席登上仪式台

广州2010年亚残运会组委会副主席、广州市市长万庆良，韩国残奥委会主席尹熙勇仪式台
- 升大韩民国国旗，奏大韩民国国歌
- 火炬、会旗交接仪式
  - 交接本届运动会火炬、会徽和亚洲残疾人奥委会会旗
  - 熄灭圣火
  - 火种交接
    - 作为第一届亚洲残疾人运动会的举办城市，本届运动会圣火将在广州永远燃烧。
- 歌曲表演：《广州—美丽的花城》
- 焰火表演及闭幕式结束

## 媒體直播
- 中国中央电视台：综合频道、综艺频道、体育频道、高清频道
- 中国中央电视台：新闻频道 (白岩松解说版)
- 中央人民广播电台：中国之声、中华之声、华夏之声